# Улица Адмирала Фокина
У́лица Адмира́ла Фо́кина (до 1964 года — Пеки́нская) — частично пешеходная улица во Фрунзенском и Ленинском районах Владивостока, между Спортивной Гаванью Амурского залива и улицей Уборевича. Длина — 800 метров, пересекает улицы (с запада на восток) Пограничную, Алеутскую, Океанский проспект. Одна из самых старых улиц Владивостока с хорошо сохранившейся архитектурой рубежа XIX—XX веков.

## История названия
В 1867 году улица Пекинская была нанесена на первый план города Владивостока, составленный областным землемером Марцеллием Мартыновичем Любенским, и тогда же разбита на местности и обставлена межевыми знаками. Названа Пекинской в честь Пекинского договора 2 (14) ноября 1860 года.
В сентябре 1964 года на фоне охлаждения советско-китайских отношений улица была переименована в честь адмирала Фокина, умершего всего девятью месяцами ранее в Москве. Фокин родился в Костромской губернии, а во Владивостоке неполных 4 года командовал Тихоокеанским флотом (1958—1962).
В 1992 году многим улицам центра города вернули их исторические названия, но по неизвестным причинам улица Пекинская была исключена из списка, утверждённого Малым Советом народных депутатов города Владивостока, улица по-прежнему носит имя адмирала В. А. Фокина. Официальным объяснением было наличие на ней крупной пассажирской развязки и боязнь запутать пассажиров. Развязки уже нет, улица почти полностью пешеходная, но к вопросу восстановления исторического названия администрация города больше не возвращалась. В 1990-е годы часть улицы неофициально называлась Торговой, так как была полностью заставлена киосками, торгующими импортным ширпотребом (в основном одеждой). В 2004 году киоски убрали, а улицу замостили плиткой.

## Известные здания

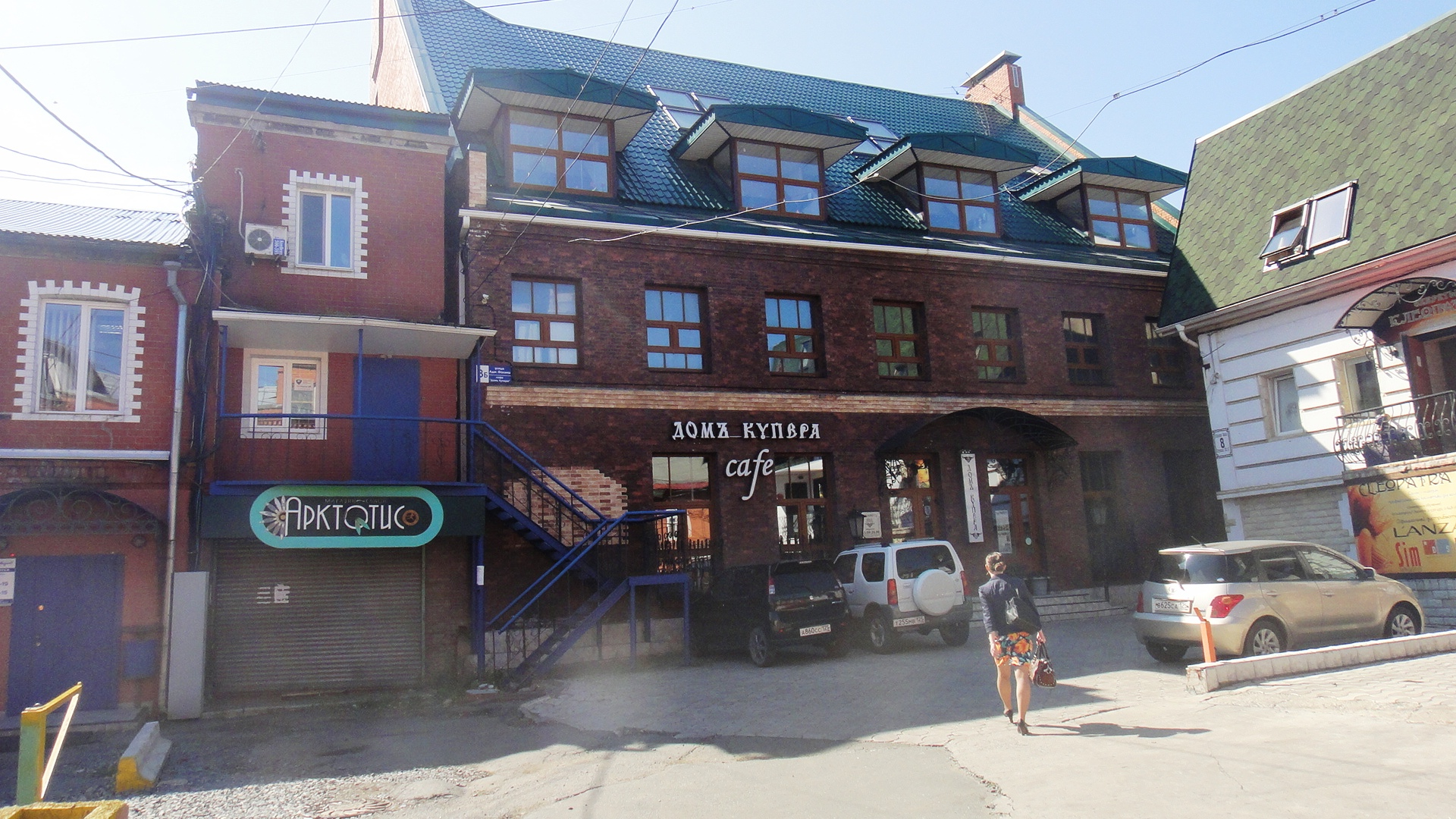
«Домъ Купера»

- д. 1 Стадион «Динамо» — домашний стадион футбольного клуба «Луч-Энергия» (Владивосток)
- д. 1-а Бывший магазин торгового товарищества «Грушко и Чернега»  памятник архитектуры
- д. 3 Бывший доходный дом  памятник архитектуры
- д. 4, стр. 1, 2 Бывший доходный дом П. П. Поповой
- д. 5, стр. 1, 2, 3 стр. 1, 2 Бывший доходный дом Пьянкова
- д. 6, стр. 1, 2, 3, 4 Бывшие дома Г. К. Купера
- д. 7, стр. 1, 2 Бывший доходный дом А. Д. Золотухина
- д. 8, стр. 1, 1б, 2, 2б Бывший доходный дом Г. К. Купера
- д. 9 Бывший дом Штабеля
- д. 9б Кафе «Домъ Купера»[1]
- д. 10 Бывший доходный дом П. С. Цоя
- д. 11 Бывший дом Ху-Сын-Хэ
- д. 14 Бывший доходный дом
- д. 16 Бывший доходный дом
- д. 17 Бывший доходный дом
- д. 18 Бывший доходный дом А. К. Купера, где находилось первое в крае педучилище. Отдел ЗАГС Фрунзенского района / Управление ЗАГС Приморского края
- д. 19 Бывший доходный дом
- д. 20 Бывшее японское консульство (1916) (Приморский краевой суд)
- д. 23, стр. 1 Бывший доходный дом
- д. 23А Бывший доходный дом. Суд Фрунзенского района г. Владивостока
- д. 24 Бывший дом Даттана
- д. 25 Бывший доходный дом А. Г. Демби. Администрация и отдел ЗАГС Фрунзенского района Владивостока

## Галерея

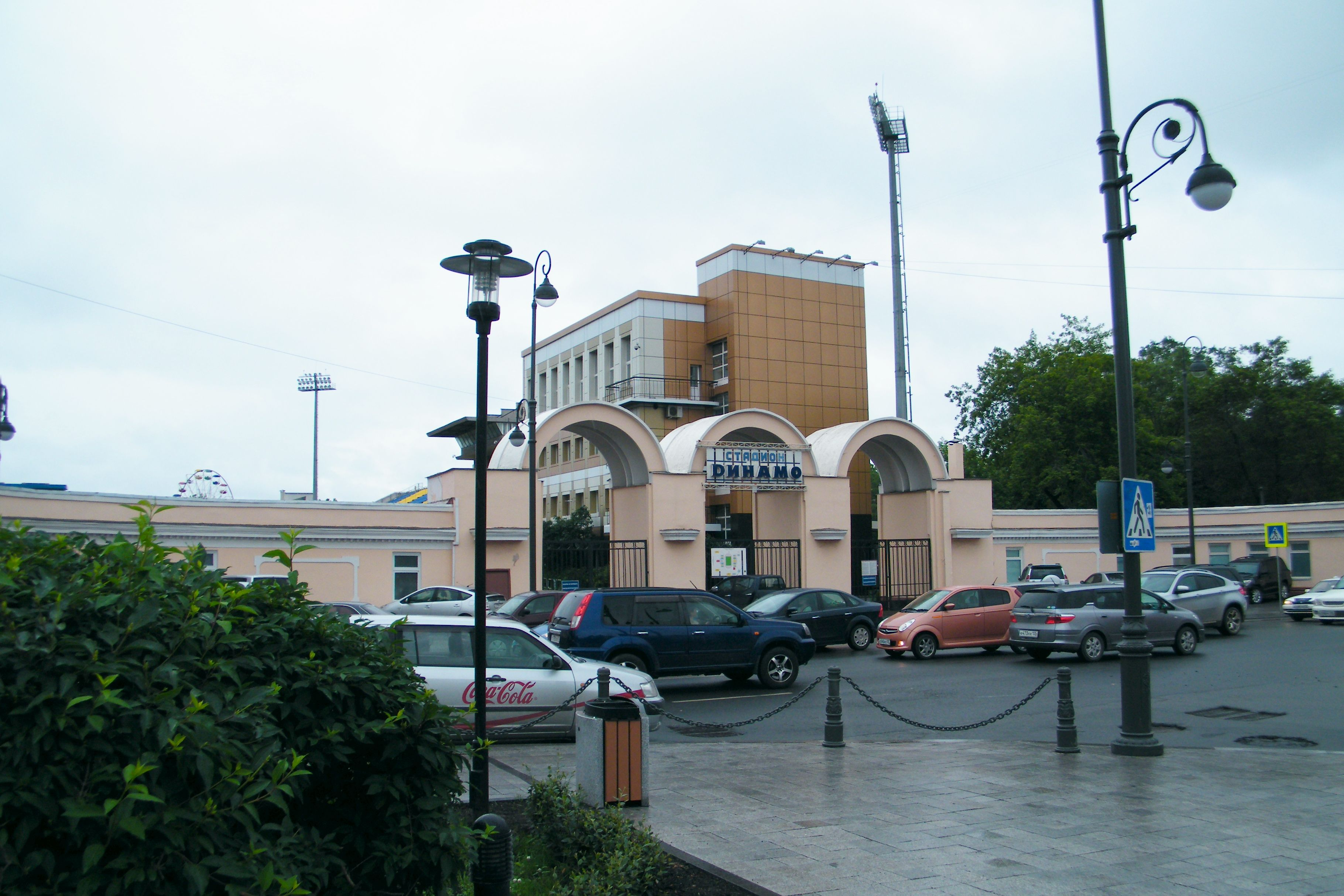
Стадион «Динамо»
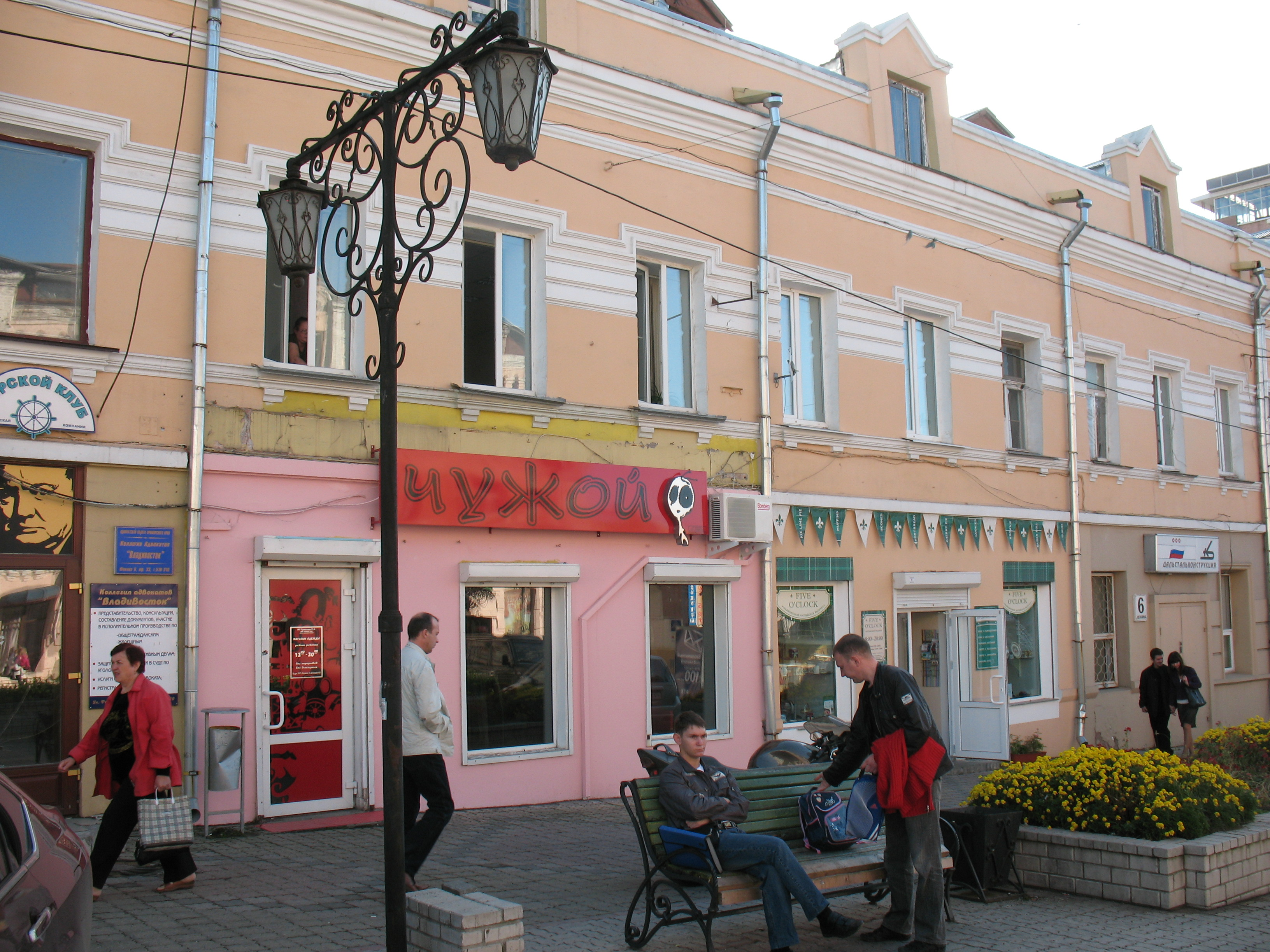
Дом № 6
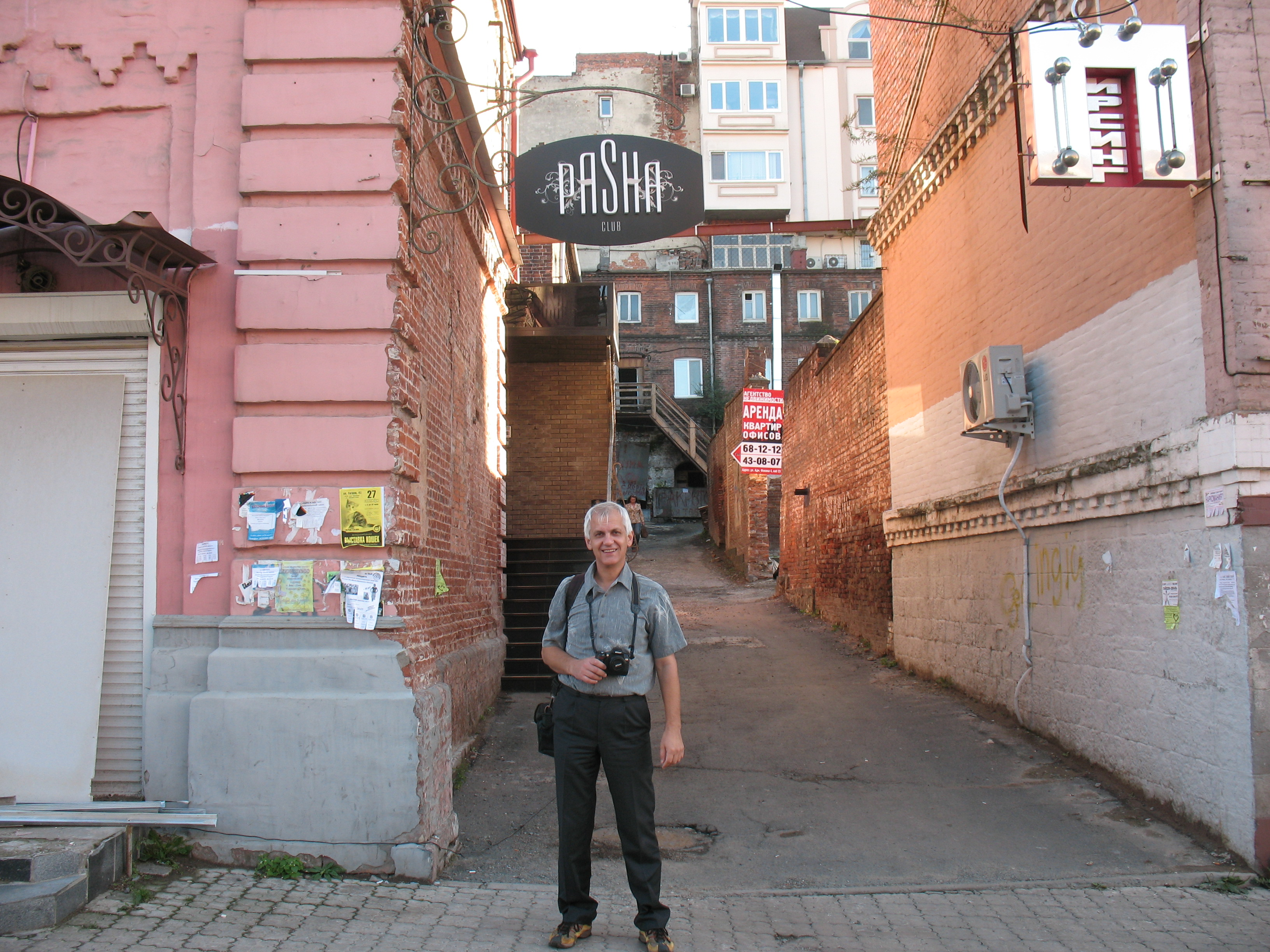
Дом № 4А
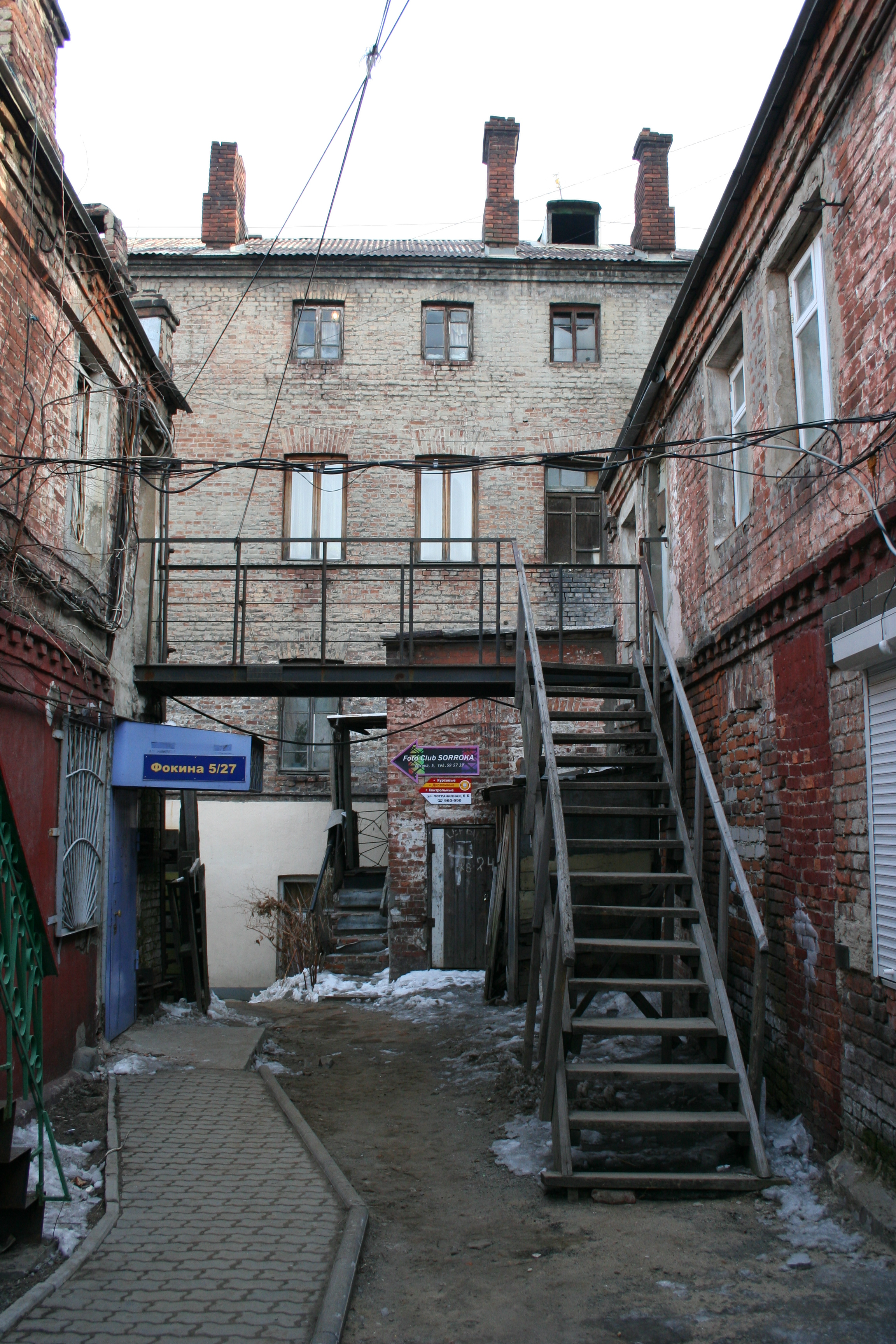
Один из внутренних двориков бывшей Миллионки (ул. Адмирала Фокина, 5)
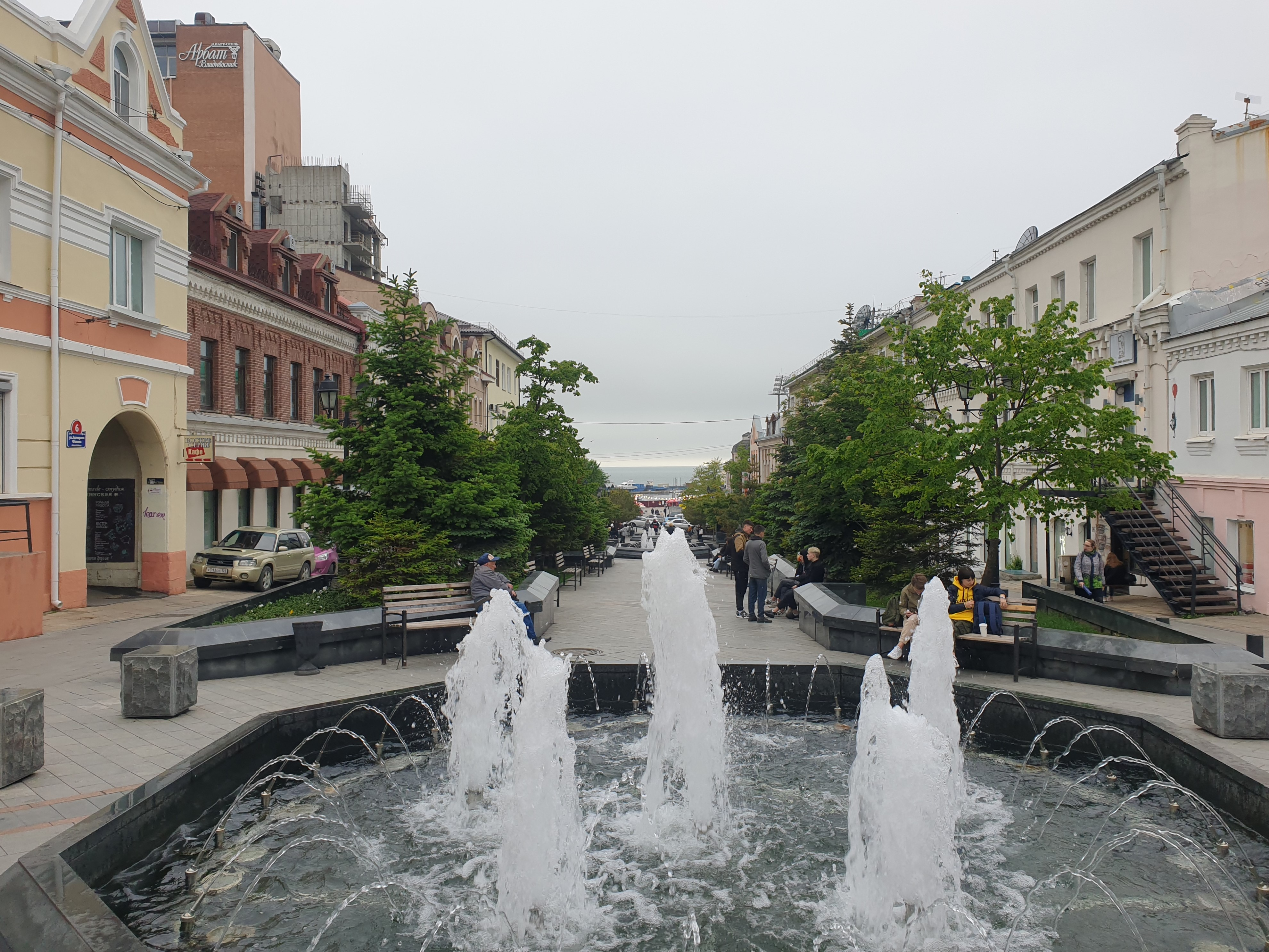
Пешеходная часть улицы
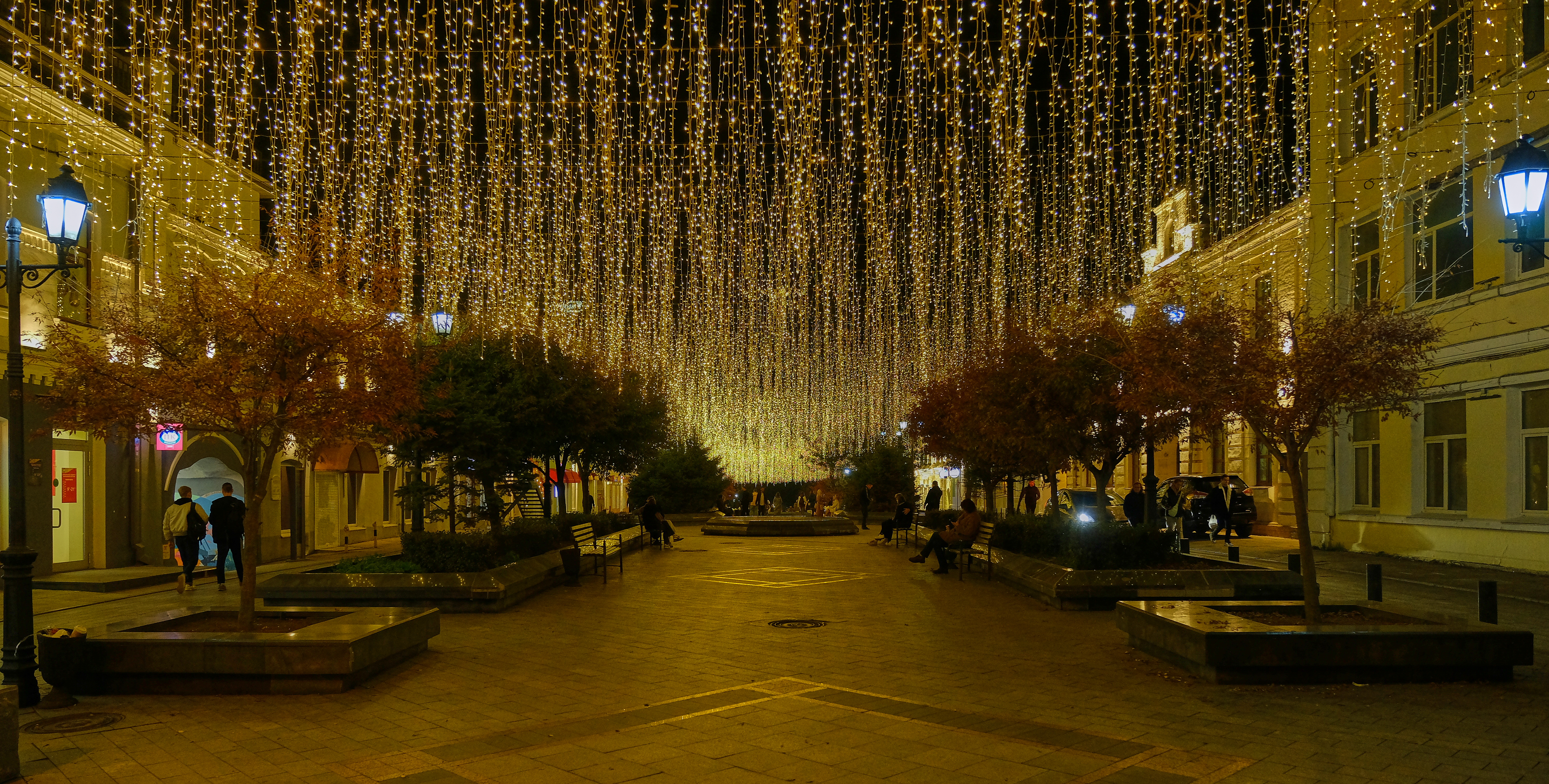
Вечерний вид